# Barberousse
Barberousse er en fransk stumfilm fra 1917 af Abel Gance.

## Medvirkende
- Léon Mathot som Trively
- Émile Keppens som Gesmus
- Maud Richard som Odette Trively
- Germaine Pelisse som Pauline
- Yvonne Briey.